# Aghbal
Aghbal (în arabă أغابال) este o comună din provincia Tipaza, Algeria.
Populația comunei este de 7.122 de locuitori (2008).